# Streptomyces aureofaciens
Lo Streptomyces aureofaciens è una specie di Streptomyces, nonché la fonte di molti antibiotici tetracicline. Questo organismo fu isolato per la prima volta negli Stati Uniti, presso la città di Columbia, più precisamente nel campus dell'Università del Missouri. Il sito, noto come "Sanborn Field", rientra nella lista dei luoghi storici di interesse nazionale in America (National Historic Landmark). 